# روسی د پالما
روسی د پالما (انگلیسی: Rossy de Palma؛ زادهٔ ۱۶ سپتامبر ۱۹۶۴) بازیگر و مانکن اهل اسپانیا است.
وی یکی از هیئت داوران بخش مسابقه جشنواره فیلم کن ۲۰۱۵ بود
از فیلم‌ها یا برنامه‌های تلویزیونی که وی در آنها نقش داشته‌است می‌توان به کاترینا و دخترانش، کارمن، لنگرانداخته، با وجود همه‌چیز، ۲۰ سانتی‌متر، آماده پوشیدن، زمان جاسوسی، سه عروسی دیگر، دوست‌دخترها، زنان در آستانه فروپاشی عصبی، صحبت از فرشتگان و مادران موازی اشاره کرد.